# Tingry
Tingry es una comuna francesa situada en el departamento de Paso de Calais, en la región de Alta Francia.

## Demografía
| 275 | 258 | 250 | 272 | 307 | 301 | 294 |
| Para los censos de 1962 a 1999 la población legal corresponde a la población sin duplicidades (Fuente: INSEE [Consultar]) |     |     |     |     |     |     |